# حصار القاهرة
حصار القاهرة المعروف أيضًا باسم حملة القاهرة حصارًا وقع أثناء حروب الثورة الفرنسية بين الفرنسيين والبريطانيين مع القوات العثمانية وكان بمثابة الحملة قبل الأخيرة للحملة الفرنسية على المصرية. وصل القائد البريطاني جون هيلي هتشينسون إلى القاهرة بعد مناوشات قليلة في منتصف يونيو. وانضم إليه قوة عثمانية كبيرة في القاهرة وفي 27 يونيو حيث فرضوا حصارًا على الحامية الفرنسية المتواجدة داخل المدينة والتي يبلغ قوامها 13000 فرد تحت قيادة الجنرال أوغسطين دانيال بيليارد واستسلمت بعد ذلك وانسحبت. واستشلمت القوات الفرنسية المتبقية في مصر تحت قيادة جاك فرانسوا مينو بسبب هذا الفشل وتراجعت إلى الإسكندرية.

## خلفية تاريخية
مع وفاة الجنرال رالف أبركرومبي في معركة الإسكندرية (كانوب) نجح جون هيلي هاتشينسون كقائد للقوات البريطانية في أغسطس. في 26 أبريل تم ترك القائد آير كوت في قيادة الجيش قبل السيطرة على الإسكندرية بينما وصل هوتشينسون إلى رشيد للضغط على الفرنسيين داخل البلاد وعلى الطرق التي تؤدي إلى القاهرة 
قام جزء من الأسطول البريطاني بقيادة العميد جون بلانكيت الراسي أمام سواحل السويس يوم 21 أبريل جنبا إلى جنب مع ثلاث فرقاطات والسفن الشراعية تحمل حوالي 6000 فرد مع الذين بالنزول على الشاطئ. في فجر يوم الثاني والعشرين استولت القوات البريطانية على مدينة السويس التي كانت الحامية الفرنسية قد أخلتها سابقًا. في الساعة 8 صباحًا تم رفع علم الاتحادد البريطاني على الشاطئ. بعد فترة وجيزة عزز البريطانيين مكاسبهم وأقاموا معسكرًا بينما وصلت بقية قواتهم.
في 5 مايو قام هوتشينسون الآن مع 8000 جندي بريطاني بمسيرة على طول ضفاف النيل باتجاه موقع الجنرال لاغرانج يرافقه في النهر فرقة من القوارب المسلحة البريطانية والعثمانية. وفي الوقت نفسه توقع السير ويليام سيدني سميث مع القائد جيمس هيليار وصول الأميرال جوزيف أنطوان جانتيوم على الساحل لدعم القوات البرية الفرنسية. قامت مجموعة من السفن الفرنسية تحت قيادة جوزيف أنطوان جانتيوم تتألف من أربع سفن بالإبحار لعدة أيام وكان على متنها ما بين ثلاثة وأربعة آلاف جندي. لكن جوزيف أنطوان جانتيوم خاف من اقتراب سفن سيدني التي كانت تبحث عنه. بعد ذلك بأيام تخلّى الفرنسيون عن مواقعه في العفت وتراجعوا نحو الرحمانية في 7 مايو. في نفس المساء دخلت القوات المتحالفة العفت وبدأت بذلك حملة القاهرة.

## حملة القاهرة
في 9 مايو تقدمت القوات البريطانية إلى الرحمانية حيث تولى الجنرال الفرنسي لاغرانج منصبه. في الساعة 10 صباحًا بدأ مشاة البحرية الملكية والبحارة تحت قيادة الكابتن كاري مع أربعة قوارب مسلحة هجومًا على الحصون الفرنسية في الرحمانية وفي الساعة 4 مساءً كانت مدعومة بقوارب حربية عثمانية وسرعان ما قام الفرنسيون بتراجع عام باتجاه القاهرة.

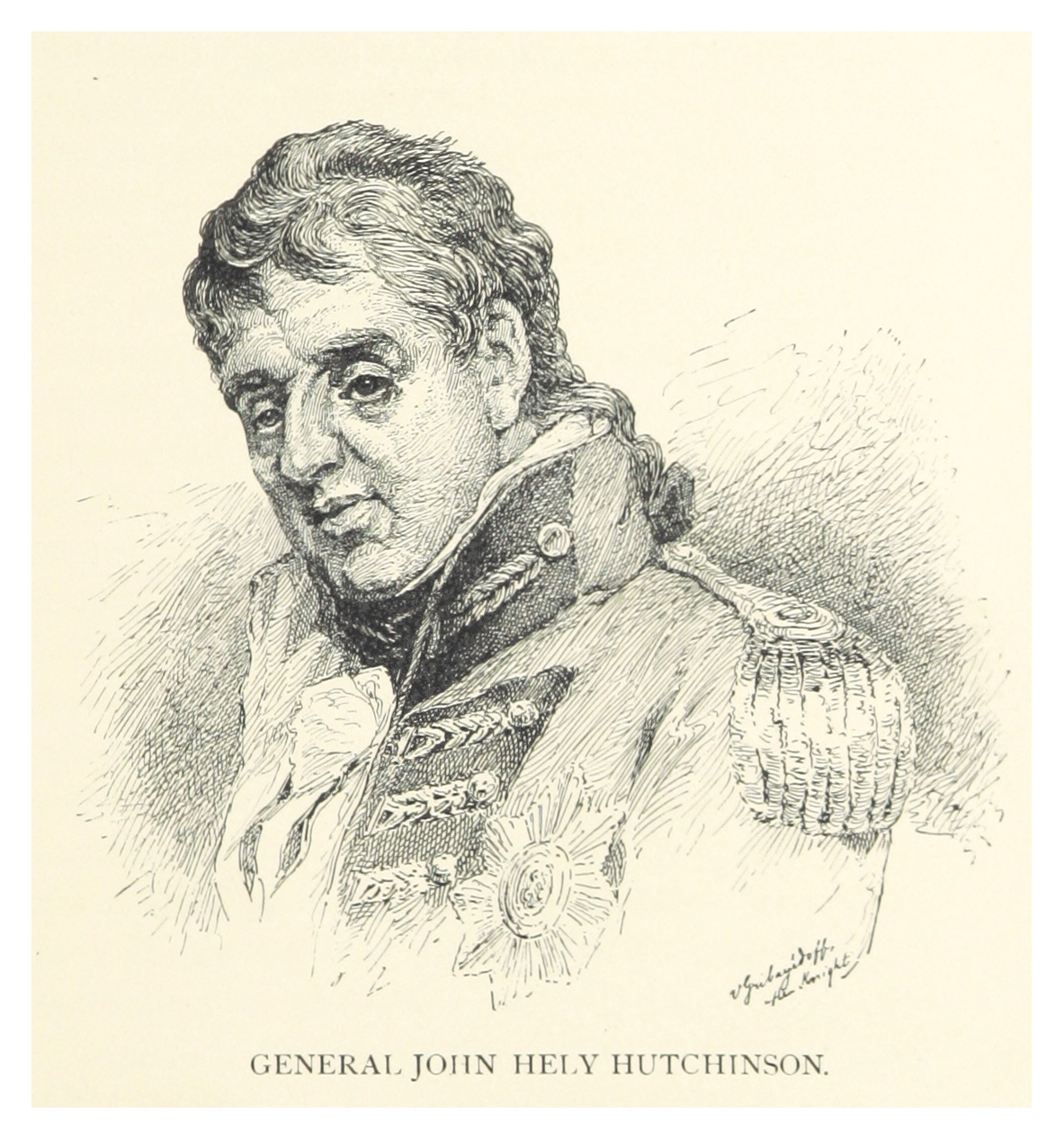
صورة للجنرال هيلي هتشينسون

واصلت القوات البريطانية في الرابع عشر مسيرتها نحو العاصمة المصرية وفي طريقها استولت على سفينة مسلحة فرنسية وستة عشر فلوكة تنقل النبيذ والبراندي والملابس و 150 جنديا جنبا إلى جنب مع قطع من الذخائر الثقيلة التي كانت توجهت من القاهرة إلى الرحمانية. بعد أن دخل النيل عبر قناة تربط بين فرعي دمياط ورشيد لم يكن الضابط الفرنسي على علم بالهزائم الفرنسية الأخيرة.
في السابع عشر من الشهر الماضي اعترضت فرقة من سلاح الفرسان والمشاة تحت قيادة العميد دويل بعد أن زودهم عرب محليون بمعلومات عن وجود 550 جثة يرافقها 560 جنديًا فرنسيًا قادمين من الإسكندرية عندما غادروا في اليوم الرابع عشر باتجاه مصر الوسطى لتأمين القافلة. قدم سلاح الفرسان الفرنسي معركة متعبة مع الفرسان البريطانيين ولكن يستسلموا بشروط مشرفة. تم الهجوم الحامية الصغيرة التي تقع على بعد حوالي 200 من حصن رأس البر في فرع دمياط في النيل في نفس اليوم على الجانب الأرضي بواسطة أسطول من المدافع البريطانية والقوارب الحربية العثمانية بالقرب من مصب دمياط. عند رؤية هذا تخلى الفرنسيون عن مواقعهم وانسحبوا نحو بورسعيد كما تم إجلاء الحاميتين اللتين يبلغ عدد كل منهما 700 رجل وتوجهوا على متن خمس سفن صغيرة على أمل الوصول إلى ميناء الإسكندرية. ومع ذلك تم القبض على أربعة من هذه السفن وحبسها في خليج أبو قير مع فرار واحد فقط إلى ساحل إيطاليا. في 6 يونيو قام العقيد لويد بفصيلته من الفوج 86 الذي يبلغ قوامه نحو 150 رجلاً بالانطلاق في مسيرة عبر الصحراء إلى القاهرة من أجل تجنب مقابلة قوة متفوقة. بعد ذلك انضم هؤلاء الرجال إلى مفرزة العقيد جون ستيوارت والتي كان من المقرر أن ترتبط بجيش يوسف ضياء الدين باشا الأعمى (صدر أعظم) على الضفة اليمنى لنهر النيل.
انتقل هوتشينسون على بعد حوالي ثلاثة أميال أمام قرية سايل في اليوم الرابع عشر وبعد ذلك بيومين تقدّم إلى موقع بعيد عن الأعمال الفرنسية. نفس اليوم انضم إليه قوات بريطانية أخرى من الذين ساروا من المعسكر قبل الإسكندرية في اثني عشر يومًا. وفي الوقت نفسه انتقلت القوات الـ 320 بقيادة ستيوارت ولويد مع الصدر الأعظم إلى وضع موازٍ ووصلت في 20 يونيو إلى قرية إمبابة على بعد بضعة أميال من الجيزة قبالة القاهرة على ضفاف النيل.
قام هوتشينسون بمناورة أخرى وسيطرة على مدينة الجيزة مع القوة البريطانية العثمانية. بحلول هذا الوقت تضخمت القوة التي تحاصر القاهرة إلى 20000 رجل. تم العثور على رسالة مهمة في جيب جنرال فرنسي يدعى رويز قتل في إحدى المعارك في الحادي والعشرين من الجنرال مينو معربًا عن تخوفه من أن البريطانيين سيقطعون الجسر الذي يقع على قناة الإسكندرية وبالتالي السماح لمياه البحر بالدخول الي بحيرة مريوط وقطع أي فرصة للفرار للفرنسيين. وقد تم ذلك في وقت لاحق من قبل المهندسين والمياه التي اندفعت في إغراق المنطقة وجعل القناة غير صالحة للاستعمال وجعل الفرنسيين بلا طريق للهروب من أي نوع. وقعت بعض المناوشات الطفيفة في المساء على ضفتي النيل حيث أجبر المماليك على إعادة طلعة جوية فرنسية. في اليوم الثاني والعشرون تم إجراء الاستعدادات لمحاصرة القاهرة والحصون المختلفة من قبل قوات الحلفاء.
وجد بيليارد نفسه محاطًا من جميع الجهات وقطع اتصاله بالجزء الداخلي من البلاد تمامًا وبدون أي أمل أرسل طلبًا للهدنة إلى هتشينسون في 22 يونيو طالبًا بموافقته على عقد مؤتمر. في هذا تم الاتفاق على الفرنسيين لإخلاء القاهرة وتوابعها.

## النتائج
استمر المؤتمر حتى اليوم الثامن والعشرين من تاريخ استسلام الفرنسيين للقاهرة وتم السماح لهم بسبعة عشر يومًا للإخلاء النهائي. بموجب أحكام المعاهدة تم نقل القوات الفرنسية التي كان يوجد منها 8000 رجل مع 5000 مريض إلى ميناء فرنسا. ثم اصطحبهم الجنرال جون مور إلى الساحل عبر رشيد. في مساء 28 استولى البريطانيون والعثمانيون على الجيزة والقاهرة حيث تم رفع الأعلام البريطانية والتركية معاً.
كانت آخر فرقة من القوات الفرنسية التي احتجزت في سجون القاهرة وفي أماكن أخرى قد أبحرت بحلول 10 أغسطس من خليج أبو قير. أوضحت المادة 12 من معاهدة الاستسلام من السماح لأي شخص في مصر مهما كان دينه سيكون حرًا في الخروج مع الجيش الفرنسي. ونتيجة لذلك هاجر العديد من الجنود المصريين وشكلوا المماليك من الحرس الإمبراطوري.
تم اتخاذ تدابير فورية لتقليص قبضة الفرنسيين القوية في مصر وبالتالي تحقيق الهدف النهائي للحملة.
سرعان ما وصلت القوات البريطانية العثمانية إلى الإسكندرية وسيطروا على المدينة بعد معركة الإسكندرية (17 أغسطس - 2 سبتمبر 1801) واستسلم الفرنسيون مرة أخرى ومعها المجموعة الأخيرة من القوات الفرنسية في الشرق الأوسط.